# Năzdrăvanii din pădure 2
Năzdrăvanii din pădure 2 (în engleză Open Season 2) este un film de animație din 2008, continuarea primului film Năzdrăvanii din pădure, produs de Sony Pictures Animation și regizat de  Matthew O'Callaghan și Todd Wilderman și produs de Kirk Bodyfelt și Matthew O'Callaghan. Jane Krakowski (Giselle), Billy Connolly (McSquizzy), Cody Cameron (Mr. Wennie), Danny Mann (Serge) și Matthew Taylor (Buddy) sunt câțiva dintre interpreți. Oricum, Martin Lawrence care a fost vocea lui Boog în primul film, Ashton Kutcher, care era vocea lui Elliot și Patrick Warburton, care era vocea lui Ian, nu au vrut să se întoarcă pentru continuare. Filmul este disponibil în limba română, în varianta autohtonă vocea lui Elliot este asigurată de prezentatorul Prima TV al emsiunii Copii spun lucruri trăsnite Florian Ghimpu în interpretarea lui Elliot și Damian Victor Oancea în interpretarea lui Boog.

## Intriga
Prezentând evenimentele la un an după primul film, Boog și Elliot s-au întors. După ce Elliot cade peste cap cu Giselle, drumul acestuia spre o viață bună i-a o întorsătură zdravână când Mr.Weenie este răpit de un grup răsfățat de animale determinate să-l restituie proprietarilor. Boog, Elliot, McSquizzy, Buddy și restul animalelor pădurii lansează o misiune de salvare pentru prietenul lor și curând se trezesc în tabara inamică: lumea animalelor domestice. Conduși de un pudel numit Fifi (Crispin Glover), animalele nu-l lasă pe Mr.Weenie să plece fără o luptă.

## Vocile în limba engleză
- Joel McHale – Elliot
- Mike Epps – Boog
- Cody Cameron – Mr. Weenie
- Jane Krakowski – Giselle
- Billy Connolly – McSquizzy
- Crispin Glover – Fifi
- Danny Mann – Serge
- Steve Schirripa – Roberto
- Fred Stoller – Stanley
- Olivia Hack – Charlene
- Diedrich Bader – Rufus
- Matthew W. Taylor – Buddy, Deni, Ian

## Lansarea
Deși filmul a fost lansat direct pe DVD în America și Anglia, în alte țări Năzdrăvanii din pădure 2 a fost proiectat și în cinematografe.

### Lansarea în diferite țări
- Africa de Sud – 24 septembrie 2008 (teatral)
- Rusia – 16 Octobrie, 2008 (teatral)
- Olanda – 2 decembrie 2008 (teatral)
- Australia – 10 decembrie 2008 (DVD si Blu Ray)
- America – 27 ianuarie 2009 (DVD si Blu Ray)
- Anglia – 6 martie 2009 (DVD și Blu-ray)